# Наводнение в Китае (1931)
В 1931 году Южно-Центральный Китай подвергся серии разрушительных наводнений (кит. 1931年江淮大水), по разным данным погибло от 145 тысяч до 4 миллионов человек. Считается крупнейшим стихийным бедствием за всю документированную историю человечества.

## Хроника событий
С 1928 по 1930 год в Китае царила засуха. Зима 1930/1931 годов выдалась снежная, весной выпало много дождей, и реки начали переполняться. Ливни продолжились и летом, их пик пришёлся на июль — август 1931 года. Также наблюдалась небывалая активность циклонов: за один только июль того года над регионом прошло девять циклонов, в то время как нормой является два циклона в год.
К июлю 1931 года вышли из берегов крупнейшие реки страны: Янцзы, Хуайхэ и Хуанхэ. Вскоре высокая вода дошла до Нанкина, который в то время был столицей страны, и почти полностью его разрушила. К 19 августа уровень воды превышал норму на 16 метров. Вечером 25 августа вода вошла в Великий канал и смыла дамбы. В ту ночь утонуло около 200 000 человек, большинство из которых спали.
В связи с огромным количеством трупов в регионе начались эпидемии холеры и тифа, из-за голода, вызванного отсутствием продовольствия, фиксировались случаи детоубийства и каннибализма.

## Реакция правительства
Гоминьданское правительство организовало комиссию для помощи пострадавшим, но в связи с гражданской войной финансирование было очень скудным, и вся помощь вылилась в постройку нескольких маленьких дамб вдоль Янцзы. В 1953 году, когда к власти пришли коммунисты, по берегам Янцзы проехал Мао Цзэдун, делясь планами по скорому строительству величайшего гидротехнического сооружения — «Три ущелья», которое навсегда обезопасит жителей региона от наводнений. «Ущелья» были построены много лет спустя после смерти Мао и заработали лишь в 2012 году.